# Bojan Prešern
Bojan Prešern (ur. 4 sierpnia 1962 w Jesenicach) – słoweński wioślarz. W barwach Jugosławii brązowy medalista olimpijski z Seulu.
Zawody w 1988 były jego jedynymi igrzyskami olimpijskimi. Medal zdobył w dwójce ze sternikiem, partnerował mu Sadik Mujkič. 